# 133753 Teresamullen
133753 Teresamullen è un asteroide della fascia principale. Scoperto nel 2003, presenta un'orbita caratterizzata da un semiasse maggiore pari a 3,1469624 UA e da un'eccentricità di 0,1730098, inclinata di 1,90125° rispetto all'eclittica.
L'asteroide è dedicato a Teresa Mullen, membro attivo all'Huachuca Astronomy Club of Sierra Vista, Arizona.